# Hypothyris pellucida
Hypothyris pellucida är en fjärilsart som beskrevs av Richard Haensch 1905. Hypothyris pellucida ingår i släktet Hypothyris och familjen praktfjärilar. Inga underarter finns listade i Catalogue of Life.